# A Sala Destruída
A sala destruída é uma foto colorida executada por Jeff Wall em 1978. A foto foi inteiramente criada em estúdio e retrata uma sala com diversos itens danificados, enquanto as paredes também mostram sinais de destruição. A imagem tem as dimensões de 159 por 234 cm e é exibido em uma mesa de luz. Está na coleção da Galeria Nacional do Canadá, em Ottawa.

## Descrição
A foto foi criada num estúdio usado para representar uma sala destruída. Nenhuma indicação aparente é dada sobre as causas da destruição, mas deduz-se que é um quarto de mulher. A sala mostra um colchão destruído no centro, rodeado por sapatos e roupas femininas, entre outros itens. Um armário, visto no canto esquerdo, estava com as gavetas abertas e revistadas. Uma pequena figura de dançarina é deixada intacta no topo do armário, talvez como uma referência irônica. As paredes também mostram sinais de destruição, principalmente no centro da sala. O lado esquerdo da imagem demonstra a artificialidade da imagem, mostrando as juntas e a parede externa do estúdio.